# Алекса Фесер
Алекса Фезер (нар. 30 грудня 1979), іноді відома як Алекса Фейзер, — німецька співачка та авторка пісень, здобула популярність своєю участю в Unser Song für Österreich.

## Кар'єра
Фезер народився у Вісбадені і захопився музикою у віці чотирьох років. Вона каже, що її дідусь, джазовий піаніст, є її найбільшим музичним натхненням. Вона працює як співачка для пісні «No Angels», Джульєтт Шоппман, Джоанни Зіммер, Томаса Андерса, Рікі Мартіна та Майка Леона Гроша.
У січні 2015 року її визнали однією з семи засновників, що брали участь у відборі Unser Song für Österreich. Вона конкурувала з композиціями «Glück» і «Das Gold von morgen». Незважаючи на те, що її виконання пісні «Glück» дозволило їй пройти перший тур, вона не змогла продовжити до третього етапу з жодною зі своїх пісень.

## Дискографія

### Альбоми
| Назва                 | Деталі альбому                                                                             | Верхні позиції карт | Верхні позиції карт | Верхні позиції карт |
| --------------------- | ------------------------------------------------------------------------------------------ | ------------------- | ------------------- | ------------------- |
| Ich gegen mich        | - Опубліковано: 8 серпня 2008 р - Лейбл: Sony Music - Формат: CD, цифрове завантаження     | -                   | -                   | -                   |
| Фон Морген Голд       | - Опубліковано: 26 вересня 2014 р - Лейбл: Warner Music - Формат: CD, цифрове завантаження | 19                  | -                   | -                   |
| Zwischen den Sekunden | - Опубліковано: 21 квітня 2017 р - Лейбл: Warner Music - Формат: CD, цифрове завантаження  | 3                   | 27                  | 34                  |
| Ах!                   | - Повідомлення: 10 травня 2019 р - Лейбл: Warner Music - Формат: CD, цифрове завантаження  | 7                   | 74                  | 65                  |

### Сингл
| «Ich marry mich selbst»                                                       | 2007 рік | -  | -  | Ich gegen mich        |
| «Гіпнотизер»                                                                  | 2008 рік | -  | -  | Ich gegen mich        |
| «Wir sind hier»                                                               | 2014 рік | -  | -  | Фон Морген Голд       |
| «Глюк»                                                                        | 2015 рік | 63 | -  | Фон Морген Голд       |
| «Ме Ка Лай»                                                                   | 2015 рік | -  | -  | Фон Морген Голд       |
| «Ліки»                                                                        | 2016 рік | -  | -  | Zwischen den Sekunden |
| «Шукач чудес» (з лайкою)                                                      | 2017 рік | -  | 62 | Zwischen den Sekunden |
| «Лебен»                                                                       | 2017 рік | -  | -  | Zwischen den Sekunden |
| «Золотий орден»                                                               | 2018 рік | -  | -  | Ах!                   |
| «1А»                                                                          | 2019 рік | -  | -  | Ах!                   |
| «-» вказує на запис, який не було зроблено або опубліковано на цій території. |          |    |    |                       |